# New London (Caroline du Nord)
Pour les articles homonymes, voir New London.
New London est une ville américaine située dans le comté de Stanly, dans l'État de Caroline du Nord. En 2010, sa population était de 600 habitants.

## Source de la traduction
- (en) Cet article est partiellement ou en totalité issu de l’article de Wikipédia en anglais intitulé « New London, North Carolina » (voir la liste des auteurs).